# Cephalodasys hadrosomus
Cephalodasys hadrosomus is een buikharige uit de familie Cephalodasyidae. Het dier komt uit het geslacht Cephalodasys. Cephalodasys hadrosomus werd in 1993 voor het eerst wetenschappelijk beschreven door Hummon, Todaro & Tongiorgi. 